# Phaéton
Phaéton är en ort i Haiti.   Den ligger i departementet Nord-Est, i den nordöstra delen av landet, 130 km norr om huvudstaden Port-au-Prince. Phaéton ligger 8 meter över havet och antalet invånare är 2 297.
Terrängen runt Phaéton är huvudsakligen platt, men söderut är den kuperad. Havet är nära Phaéton österut. Runt Phaéton är det ganska tätbefolkat, med 144 invånare per kvadratkilometer. Närmaste större samhälle är Fort Liberté, 6,3 km öster om Phaéton. Omgivningarna runt Phaéton är en mosaik av jordbruksmark och naturlig växtlighet.